# 3758 Karttunen
3758 Karttunen eller 1983 WP är en asteroid i huvudbältet som upptäcktes den 28 november 1983 av den amerikanske astronomen Edward L.G. Bowell vid Anderson Mesa Station. Den är uppkallad efter den finske astronomen Hannu Karttunen.
Asteroiden har en diameter på ungefär 7 kilometer och den tillhör asteroidgruppen Eunomia.